# Vera Lubow
Vera Lubow (1899-1958) était une actrice de théâtre yiddish née en Ukraine à Mykolaïv.
En 1920, elle émigra aux États-Unis. Elle adhéra à la troupe yiddish de Lebedef en 1915 et se maria en 1915-1916 à Aaron Lebedov et joua dans le film Hayntike Mames (Mother of Today) réalisé en 1939 par Henry Lynn. Elle apparut souvent au théâtre d'Anshel Schorr à Toronto dans les années 1927-1928.

## Sources
- Henry Sapoznik, Klezmer !
- Peisach Burstein, What a Life ! The life of a Yiddish matinee idol
- Herman Yablokoff, Der Payatz
- Zalman Zylbercweig, Leksikon fun Yidishn Teater